# John Lowe
John Lowe MBE (New Tupton, Derbyshire, 21 juli 1945), bijgenaamd The Legend en Old Stoneface (zoals hij vanwege zijn karakteristieke gelaat genoemd wordt), is een Britse dartspeler. Lowe kan worden beschouwd als een van de grootste darters aller tijden. Naast zijn bezigheden als sporter heeft Lowe de tijd gevonden om een drietal boeken (The Lowe Profile, Darts John Lowe Way en The John Lowe Story) te schrijven over de dartsport in het algemeen en zijn carrière in het bijzonder. Lowe won driemaal het BDO World Darts Championship, tweemaal de WDF World Cup en driemaal de WDF Europe Cup. Lowe won verder nog talloze andere titels.

## Prestaties
Op 13 oktober 1984 gooide Lowe als eerste darter een 9-darter op televisie gedurende het World Matchplay van 1984 tegen rivaal Keith Deller. Dat deze prestatie zo uniek was bleek onder meer uit de cheque van £100.000 die hij hiervoor ontving en het aantal jaren dat het heeft geduurd voordat iemand zijn prestatie evenaarde: pas in 1990 gooide de Amerikaan Paul Lim een tweede 9-darter op de Embassy tegen de Ier Jack McKenna.
John Lowe heeft elk groot darttoernooi op zijn naam geschreven en in totaal meer dan 1000 toernooizeges behaald, waaronder een record van 15 World Open titels. Daarnaast was hij 8 maal finalist op het officieuze WK-darts, de Embassy (tegenwoordig Lakeside), waarvan hij er slechts drie wist te winnen (in 1979, 1987 en 1993). Eveneens wist Old Stoneface tweemaal de Winmau World Masters op zijn naam te schrijven (in 1976 en 1980). Bovendien was Lowe zeven jaar lang aanvoerder van het Engelse dartteam, dat onder zijn leiding geen enkele partij verloor en waarvoor hij in totaal ruim 100 officiële wedstrijden heeft gespeeld.
In 1992 hadden 16 professionele darters, waaronder voormalige Embassy-kampioenen Bob Anderson, Eric Bristow, Phil Taylor, Jocky Wilson en Lowe zelf, verschil van inzicht over de toekomst van de dartsport, waarop zij hun eigen bond Professional Darts Corporation besloten op te richten. Ook daarin speelde Lowe in de beginjaren een voorname rol, getuige het bereiken van twee halve finales tijdens de PDC-WK's van 1995 en 1996. Beide gingen overigens verloren tegen Phil Taylor.
Tegenwoordig speelt Lowe nauwelijks nog wedstrijden. Wel is hij nog zeer actief binnen de dartbond en wordt hij als coryfee in de sport alom geprezen en gerespecteerd. Zo werd hij in 2005 samen met Eric Bristow als eerste speler geëerd met een plek in de PDC Hall of Fame. Hij bezat tot 2016 het record van de meeste WK-deelnames van alle dartspelers ter wereld; liefst 28 maal op rij was Old Stoneface present op dit kampioenschap. In 2016 moest hij dit record delen met Phil Taylor. Phil Taylor scherpte dit record op 15 december 2017 aan tot 29 deelnames op rij.
Medio 2008 keerde Lowe terug op het grote podium, om samen met zeven andere voormalige topdarters in de League of Legends te strijden om een nieuwe hoofdprijs.

## Gespeelde WK-finales
- 1978 Leighton Rees - John Lowe  11 - 7 ('best of 21 legs')
- 1979 John Lowe -  Leighton Rees  5 - 0 (‘best of 9 sets’)
- 1981 Eric Bristow - John Lowe 5 - 3 (‘best of 9 sets’)
- 1982 Jocky Wilson - John Lowe 5 - 3 (‘best of 9 sets’)
- 1985 Eric Bristow - John Lowe 6 - 2 (‘best of 11 sets’)
- 1987 John Lowe - Eric Bristow    6 - 4 (‘best of 11 sets’)
- 1988 Bob Anderson - John Lowe    6 - 4 (‘best of 11 sets’)
- 1993 John Lowe - Alan Warriner   6 - 3 (‘best of 11 sets’)

## Resultaten op wereldkampioenschappen

### BDO
- 1978: Runner-up (verloren van Leighton Rees met 7-11)
- 1979: Winnaar (gewonnen in de finale van Leighton Rees met 5-0)
- 1980: Laatste 16 (verloren van Cliff Lazarenko met 0-2)
- 1981: Runner-up (verloren van Eric Bristow met 3-5)
- 1982: Runner-up (verloren van Jocky Wilson met 3-5)
- 1983: Kwartfinale (verloren van Keith Deller met 3-4)
- 1984: Halve finale (verloren van Eric Bristow met 0-6)
- 1985: Runner-up (verloren van Eric Bristow met 2-6)
- 1986: Kwartfinale (verloren van  Bob Anderson met 3-4)
- 1987: Winnaar (gewonnen in de finale van Eric Bristow met 6-4)
- 1988: Runner-up (verloren van  Bob Anderson met 4-6)
- 1989: Halve finale (verloren van Eric Bristow met 1-5)
- 1990: Laatste 16 (verloren van Ronnie Sharp met 2-3)
- 1991: Laatste 32 (verloren van Peter Evison met 2-3)
- 1992: Halve finale (verloren van Phil Taylor met 4-5)
- 1993: Winnaar (gewonnen in de finale van Alan Warriner-Little met 6-3)

### WDF
- 1977: Laatste 16 (verloren van Rab Smith)
- 1979: Kwartfinale (verloren van Conrad Daniels)
- 1981: Winnaar (gewonnen in de finale van Jocky Wilson met 4-3)
- 1983: Halve finale (verloren van Eric Bristow met 2-4)
- 1985: Laatste 16 (verloren van Steve Brennan met 2-4)
- 1987: Laatste 32 (verloren van Lars-Erik Karlsson)
- 1989: Laatste 32 (verloren van Dirk-Jan Klaver met 2-4)
- 1991: Winnaar (gewonnen in de finale van Martin Phillips met 6-4)

### PDC
- 1994: Laatste 24 (groepsfase)
- 1995: Halve finale (verloren van Phil Taylor met 4-5)
- 1996: Halve finale (verloren van Phil Taylor met 1-5)
- 1997: Laatste 24 (groepsfase)
- 1998: Laatste 24 (groepsfase)
- 1999: Laatste 16 (verloren van Phil Taylor met 1-3)
- 2000: Kwartfinale (verloren van Dennis Smith met 3-5)
- 2001: Laatste 16 (verloren van Jamie Harvey met 0-3)
- 2002: Laatste 16 (verloren van Peter Manley met 5-6)
- 2003: Laatste 32 (verloren van Les Fitton met 1-4)
- 2004: Laatste 32 (verloren van Alan Warriner-Little met 3-4)
- 2005: Laatste 48 (verloren van John Verwey met 2-3)

### WSDT (Senioren)
- 2022: Laatste 16 (verloren van Dave Prins met 0-3)

## Resultaten op de World Matchplay

### PDC
- 1994: Laatste 32 (verloren van Gerald Verrier met 2-8)
- 1995: Halve finale (verloren van Phil Taylor met 4-13)
- 1996: Laatste 16 (verloren van Dennis Smith met 5-8)
- 1997: Laatste 32 (verloren van Shayne Burgess met 13-15)
- 1998: Laatste 32 (verloren van Robbie Widdows met 6-8)
- 1999: Laatste 32 (verloren van Rod Harrington met 7-10)
- 2000: Kwartfinale (verloren van Phil Taylor met 4-16)
- 2001: Laatste 16 (verloren van John Part met 7-13)
- 2002: Halve finale (verloren van Phil Taylor met 15-17)
- 2003: Laatste 32 (verloren van Keith Deller met 3-10)
- 2004: Laatste 32 (verloren van Andy Jenkins met 6-10)

### WSDT (Senioren)
- 2022: Laatste 16 (verloren van Kevin Painter met 0-8)